# David Villa
David Villa Sánchez (wym. [daˈβið ˈβiʎa]; ur. 3 grudnia 1981 w Langreo) – hiszpański piłkarz, który występował na pozycji napastnika. Złoty medalista z Mistrzostw Świata 2010 oraz Mistrzostw Europy 2008.
Karierę rozpoczął w Sportingu Gijón, gdzie w 2000 zadebiutował w Segunda División. Podczas dwóch lat gry wystąpił w 76 spotkaniach i zdobył 44 bramki. Następnie w Realu Saragossa po raz pierwszy zagrał w Primera División. Z klubem wygrał Puchar Króla oraz Superpuchar Hiszpanii, łącznie zagrał w 73 meczach, w których 32 razy wpisał się na listę strzelców. W 2005 za sumę 12 milionów euro przeszedł do Valencii. W debiutanckim sezonie w zespole strzelił 25 bramek, zajmując drugie miejsce w klasyfikacji najlepszych strzelców ligi hiszpańskiej przegrywając tylko o jedną bramkę z Samuelem Eto’o, zaś trzy lata później po raz drugi w karierze zwyciężył w rozgrywkach o Puchar Króla. 19 maja 2010 podpisał kontrakt z FC Barceloną. Kwota transferu wyniosła 40 milionów euro. W 2013 roku został kupiony przez Atlético Madryt, ponieważ po półrocznym powrocie po kontuzji nie znalazło się dla niego miejsce w składzie.
Występował w reprezentacji Hiszpanii, w której zadebiutował w 2005, a karierę zakończył w 2017. Wziął udział w Mistrzostwach Świata 2006, Mistrzostwach Europy 2008 oraz Mistrzostwach Świata 2010. Na pierwszym turnieju zdobył trzy bramki, a w kolejnym o jedną więcej, zostając zarazem najlepszym strzelcem mistrzostw. Jest najlepszym w historii strzelcem reprezentacji Hiszpanii. 11 października 2011 roku strzelił swoją 50 bramkę dla reprezentacji. 14 listopada 2012 w wygranym 5:1 meczu z Panamą zagrał jako kapitan. Ze względu na kontuzję nie wystąpił na Mistrzostwach Europy 2012. W 2013 roku został powołany do szerokiej kadry reprezentacji Hiszpanii na Puchar Konfederacji w Brazylii, gdzie Hiszpania zajęła drugie miejsce. Podczas turnieju Villa zdobył trzy gole.

## Dzieciństwo i początki kariery
Urodził się 3 grudnia 1981 w Tuilli, małej wsi w Langreo leżącej w Asturii, jako syn Jose Manuela i Dority Gdy miał dziewięć lat, po upadku ze schodów doznał w trzech miejscach złamania kości udowej, jednak dzięki prawidłowej rehabilitacji powrócił do zdrowia.
Villa przyznał, że w wieku 14 lat pragnął zrezygnować z uprawiania piłki nożnej po tym, jak pokłócił się z trenerem. Stwierdził również, że to dzięki zaangażowaniu i wsparciu rodziców nie zrezygnował z gry. W jednym z wywiadów powiedział: „Wtedy byłem nikim, po całym sezonie spędzonym na ławce rezerwowych pragnąłem uciec i po prostu zagrać w piłkę z przyjaciółmi. Jednak mój tata zawsze mi kibicował i pocieszał mnie.”
Karierę zaczął w UP Langreo. Podczas kontuzji prawej nogi, pracował nad zwiększeniem siły i zręczności drugiej kończyny, dzięki czemu stał się piłkarzem obunożnym. Kiedy skończył 17 lat, został przyjęty do szkółki piłkarskiej Mareo.

## Kariera klubowa

### Sporting Gijón i Real Saragossa
Villa był obserwowany przez wiele asturyjskich zespołów, jednak działacze jednego z największych klubów z tego regionu, Realu Oviedo stwierdzili, że zawodnik nie ma wystarczających umiejętności i zrezygnowali z dowożenia chłopca autobusem na treningi. Ojciec Villi zaczął sam przywozić syna na zajęcia do poprzedniego klubu, UP Langreo. Kilka lat później przeszedł do Sportingu Gijón, gdzie niegdyś grał jego idol, Quini. Po dwóch latach występów w młodzieżowych drużynach i strzeleniu 25 bramek, w sezonie 2000–2001 zadebiutował w pierwszym zespole. W kolejnym sezonie wywalczył miejsce w podstawowej jedenastce, zdobył w rozgrywkach ligowych 18 goli, a rok później zaliczył o dwa trafienia więcej.
Po trzech sezonach gry w Sportingu, w lecie 2003 podpisał kontrakt z występującym w Primera División Realem Saragossa. W nowej drużynie również imponował skutecznością, strzelając w debiutanckim sezonie 17 bramek. W lidze wystąpił po raz pierwszy 31 sierpnia 2003 w przegranym 0:1 meczu z Deportivo La Coruña, zaś pierwszego gola strzelił dwa tygodnie później w wygranym 3:0 spotkaniu przeciwko Realowi Murcia.
4 grudnia zdobył dwie bramki w zremisowanym 2:2 meczu z Athletic Bilbao, zaś 25 kwietnia 2004 w zakończonym remisem 4:4 spotkaniu przeciwko Sevilla FC strzelił dla drużyny wszystkie cztery gole, zdobywając przy tym swojego pierwszego hat-tricka w barwach klubu.
W finale rozgrywek o Puchar Króla z Realem Madryt, w 44. minucie Villa skutecznie wykonał rzut karny, dający drużynie prowadzenie 2:1, a spotkanie zakończyło się ostatecznie zwycięstwem Realu Saragossa 3:2. Triumf w pucharze oraz otrzymanie powołania do reprezentacji sprawiły, że kibice klubu w uznaniu dla zawodnika zaczęli na niego wołać „illa illa illa, Villa maravilla” (maravilla – cudowny).
Dzięki wygranej w Copa del Rey, drużyna zakwalifikowała się do Pucharu UEFA. W swoim debiucie w rozgrywkach europejskich przeciwko FC Utrecht, Villa w końcowych minutach spotkania zdobył dwie, dające zwycięstwo bramki. W rundzie pucharowej przeciwnikiem Realu była Austria Wiedeń. Pierwszy mecz zakończył się remisem 1:1, zaś w rewanżu, zremisowanym 2:2, Villa strzelił jedną z bramek, jednak dzięki większej liczbie goli zdobytych na wyjeździe, do dalszej fazy awansował austriacki klub. W jednym z pierwszych spotkań w kolejnym sezonie rozegranym 23 września Saragossa przegrała na Camp Nou z FC Barcelona 1:4, zaś otwierającą wynik spotkania i zarazem honorową bramkę strzelił w 14. minucie Villa. 17 kwietnia 2005 Hiszpan dwukrotnie trafił do siatki w wygranym 3:0 meczu z Sevillą. Sezon zakończył z 15 strzelonymi golami w 35 występach ligowych, będąc jednym z najlepszych strzelców drużyny.

### Valencia

#### Sezon 2005/2006
Przed rozpoczęciem sezonu 2005–2006 otrzymał wiele ofert transferowych i ostatecznie za 12 milionów euro przeszedł do Valencii. W debiucie w meczu z KAA Gent rozegranym w ramach Pucharu Intertoto, zdobył pierwszą bramkę dla klubu, a spotkanie zakończyło się zwycięstwem Valencii 2:0. Po raz pierwszy w lidze w barwach klubu wystąpił 27 sierpnia 2005 w wygranym 1:0 spotkaniu z Realem Betis. W kolejnym meczu Valencia zmierzyła się z poprzednim klubem Villi, Realem Saragossa. Przez większą część spotkania Saragossa prowadziła 2:1, lecz w 81. minucie Villa wszedł na boisko zastępując Rubéna Baraję i zdobył wyrównującą bramkę, ustalając wynik meczu na 2:2.
W rozegranym 21 września 2005 meczu z FC Barcelona, Villa ponownie strzelił gola na wagę remisu. Miesiąc później Hiszpan zdobył zwycięską bramkę w wygranym 2:1 wyjazdowym spotkaniu z Realem Madryt, zaś w lutym 2006 zapewnił zespołowi wygraną 1:0 z FC Barcelona. W rozegranym w tym samym miesiącu meczu z Deportivo La Coruña na Estadio Riazor, zdobył bramkę strzałem z połowy boiska. 23 kwietnia w potyczce z Athletic Bilbao strzelił pierwszego hat-tricka w barwach klubu, zaś bramki zdobył w przeciągu pięciu minut.
W lidze rozegrał 35 meczów i 25 razy trafiał do siatki, ustępując tym samym o jedno trafienie królowi strzelców rozgrywek, Samuelowi Eto’o. Villa został również najskuteczniejszym zawodnikiem Valencii od czasu Edmundo Suáreza, który w sezonach 1941–1942 oraz 1943–1944 zdobywał 27 bramek.

#### Sezon 2006/2007

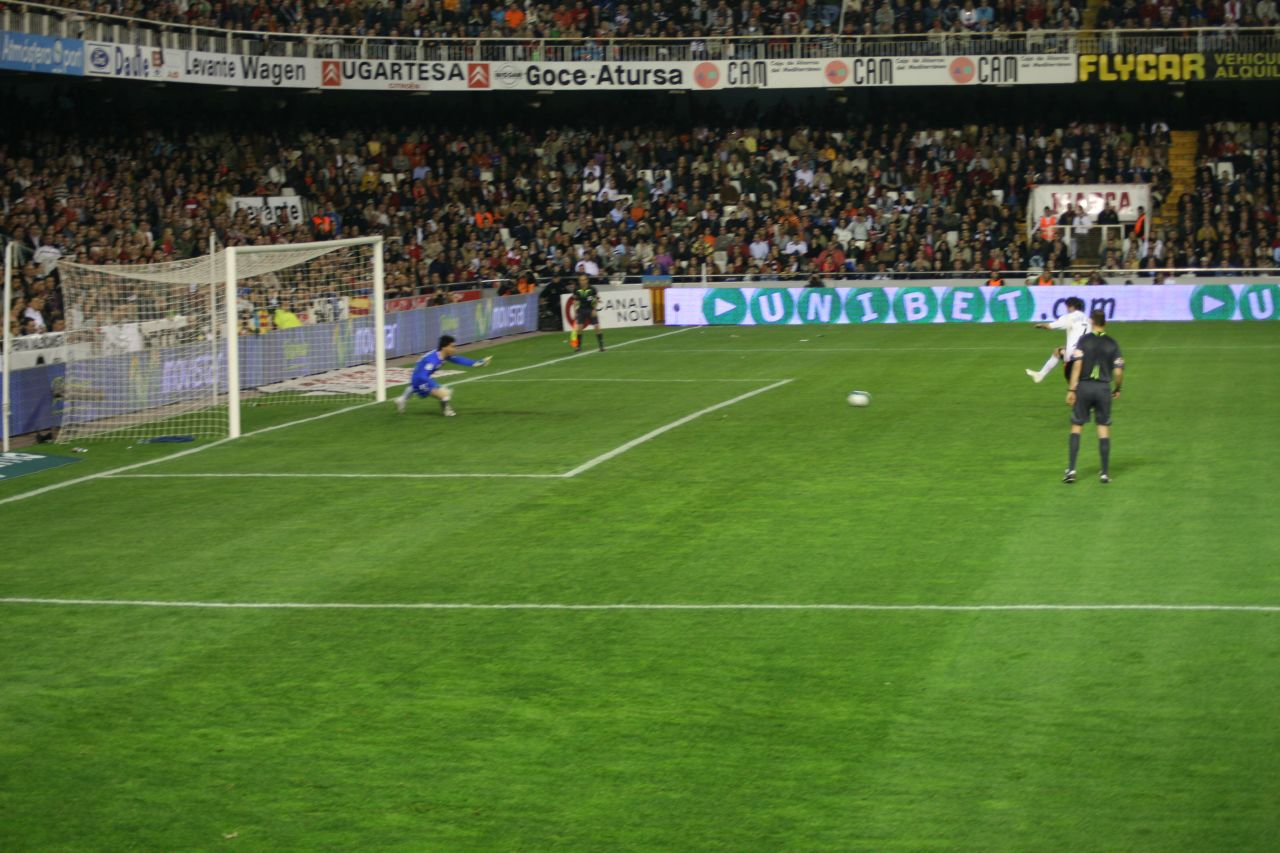
dVilla wykonuje rzut karny w meczu z Sevillą

W kolejnym sezonie Villa utrzymał dobrą formę, tworząc z Fernando Morientesem parę snajperów, która zdobyła we wszystkich rozgrywkach 43 bramki.
Zadebiutował także w Lidze Mistrzów w pierwszym, wygranym 1:0 spotkaniu z Red Bull Salzburg w ramach kwalifikacji do tych rozgrywek. W meczu rewanżowym wygranym 3:0 dwukrotnie wpisał się na listę strzelców, dzięki czemu Valencia awansowała do fazy grupowej. Gole zdobyte w potyczkach przeciwko AS Roma i Szachtarowi Donieck pozwoliły Valencii zakwalifikować się do następnej rundy, w której zmierzyła się z Interem Mediolan. W trakcie meczu rewanżowego doszło do zamieszek pomiędzy zawodnikami obydwu drużyn. Ostatecznie awans uzyskał hiszpański klub, a Villa strzałem z rzutu wolnego przyczynił się do awansu drużyny do ćwierćfinału, w którym trafiła na Chelsea F.C. Villa zagrał w obu spotkaniach, lecz ani razu nie pokonał bramkarza przeciwnika, a Valencia przegrała dwumecz 2:3.
Skuteczność strzelecka pod koniec rozgrywek ligowych w meczach z Espanyolem i Sevillą sprawiła, że z 16 golami razem z innym reprezentantem Hiszpanii Raúlem Tamudo został szóstym najskuteczniejszym zawodnikiem ligi, przyczyniając się tym samym do zajęcia przez Valencię czwartego miejsca w tabeli.
W październiku 2006 znalazł się na liście nominowanych do Złotej Piłki.

#### Sezon 2007/2008
Pomimo spekulacji dotyczących zmiany klubu, w sierpniu podpisał nowy, sześcioletni kontrakt z Valencią. Sezon 2007–2008 nie zaczął się dla klubu pomyślnie. Zwolniono trenera Quique Floresa, a jego następca, Ronald Koeman, przesunął do rezerw czołowych piłkarzy zespołu, kapitana Davida Albeldę, Santiago Cañizaresa oraz Miguela Ángela Angulo, a także, pomimo potencjału zawodników ofensywnych występujących w bocznych sektorach boiska, zdecydował się na taktykę bez skrzydłowych. Ze względu na słabe wyniki rozwiązano umowę z holenderskim szkoleniowcem, zaś drużynę przejął ówczesny trener UD Almería, Unai Emery. Pomimo niepewnej sytuacji w klubie oraz licznych kontuzji kluczowych zawodników, Villa zdołał zdobyć 18 bramek w 26 występach. Ponadto zwyciężył z klubem w Copa del Rey, po raz drugi w karierze, zaś pierwszy raz z Valencią, pokonując w finale Getafe CF 3:1.
Ponownie udanie zaprezentował się w rozgrywkach Ligi Mistrzów. Zdobył zwycięską bramkę w meczu z Schalke 04 Gelsenkirchen oraz strzelił gola w przegranym 1:2 spotkaniu przeciwko Chelsea. Valencia zajęła ostatnie miejsce w tabeli, kończąc tym samym swój udział w rozgrywkach.
W setnym ligowym występie w barwach klubu, którym był mecz z Levante, Villa strzelił hat-tricka, zdobywając swoją 54., 55. i 56. bramkę dla Valencii. W ostatnim spotkaniu sezonu z Atlético Madryt dwukrotnie wpisał się na listę strzelców, kończąc rozgrywki z 18 zdobytymi golami.

#### Sezon 2008/2009
Po zakończeniu zwycięskich dla Hiszpanii Mistrzostw Europy 2008, na których został królem strzelców, kontynuował zdobywanie bramek w rozgrywkach ligowych, strzelając pierwszego gola w inaugurującym nowy sezon meczu z Mallorcą. Valencia w tym okresie miała poważne problemy finansowe, w związku z czym od końca stycznia do kwietnia piłkarze nie otrzymywali pensji. Sytuacja ta wpłynęła na zainteresowanie Villą czołowych europejskich zespołów, jednak zawodnik stwierdził, że chce wypełnić kontrakt z klubem.
W październiku 2008 Kaká w wywiadzie dla Canal+ nazwał Villę „najlepszym hiszpańskim piłkarzem” oraz stwierdził, że jest on „zawodnikiem, z którym najbardziej chciałbym zagrać”.
W grudniu 2008 zajął siódme miejsce w plebiscycie France Football na najlepszego piłkarza Europy, zaś miesiąc później wspólnie z Andrésem Iniestą został wybrany dziewiątym piłkarzem świata podczas gali FIFA.
Valencia zajęła drugie miejsce w rozgrywkach grupowych Pucharu UEFA, zaś Villa często był zawodnikiem rezerwowym lub wprowadzanym w końcowych minutach meczów. W spotkaniu kolejnej fazy przeciwko Marítimo Funchal strzałem z rzutu karnego zapewnił drużynie zwycięstwo oraz wystąpił w następnej rundzie w meczu z Dynamem Kijów. Oba spotkania zakończyły się remisami, lecz do 1/16 rozgrywek, dzięki lepszej różnicy bramkowej awansował ukraiński klub.
Na półmetku sezonu zademonstrował dobrą formę strzelając gola w meczu z Deportivo la Coruña, jednak otrzymał również czerwoną kartkę, która wykluczyła go z gry w następnym spotkaniu z Realem Valladolid, przegranym 1:2. Następnie doznał kontuzji lewej nogi, w związku z czym nie mógł wystąpić w meczach z Numancią, Recreativo Huelva oraz Racingiem Santander. 5 kwietnia powrócił na boisko, zdobywając dwie bramki w zwycięskim 4:1 meczu z Getafe. 12 kwietnia Valencia zmierzyła się na wyjeździe z byłym klubem Villi, Sportingiem Gijón, a sam zawodnik stwierdził, że bardzo emocjonalnie podszedł do tego spotkania. Goście wygrali 3:2, zaś Villa wpisał się na listę strzelców, nie celebrując potem zdobytej bramki.
Hiszpan zakończył sezon z 28 strzelonymi golami, będąc trzecim, po Samuelu Eto’o i Diego Forlánie najlepszym strzelcem ligi. Dorównał tym samym byłym zawodnikom Valencii, Mario Kempesowi i Predragowi Mijatoviciowi, którzy odpowiednio w sezonach 1977–1978 i 1995–1996 zdobyli 28 bramek.

#### Sezon 2009/2010
Po zajęciu przez Hiszpanię trzeciego miejsca w Pucharze Konfederacji, Villa po spędzonych wakacjach powrócił do klubu 27 lipca, zaś media zaczęły łączyć go z takimi zespołami jak Real Madryt, FC Barcelona, Liverpool oraz Manchester United. Hiszpan jednak zapewnił, że chciałby wypełnić wiążącą go umowę z Valencii, mówiąc przy tym: „Nie chciałem marnować całego lata, by zaprzeczać tym informacjom, dlatego siedziałem cicho. Wiele osób powiedziało mi, bym dla dobra klubu pozostał w nim i od tego czasu zupełnie inaczej patrzę na całą sytuację. Nie mógłbym widzieć siebie w innym zespole. Nic nie straciłem podejmując taką decyzję, przecież wszystko, co do tej pory osiągnąłem, zawdzięczam grze w Valencii i reprezentacji”. Gdy został zapytany, czy z powodu całego zamieszania nie powinien przeprosić kibiców klubu, odparł: „Nie zabiłem nikogo, więc uważam, że nie muszę prosić o przebaczenie”. 19 maja 2010 na oficjalnych witrynach FC Barcelony i Valencii CF pojawiła się informacja o transferze Villi do klubu z Barcelony. Kwota transferu wyniosła ostatecznie 40 milionów euro.

### FC Barcelona

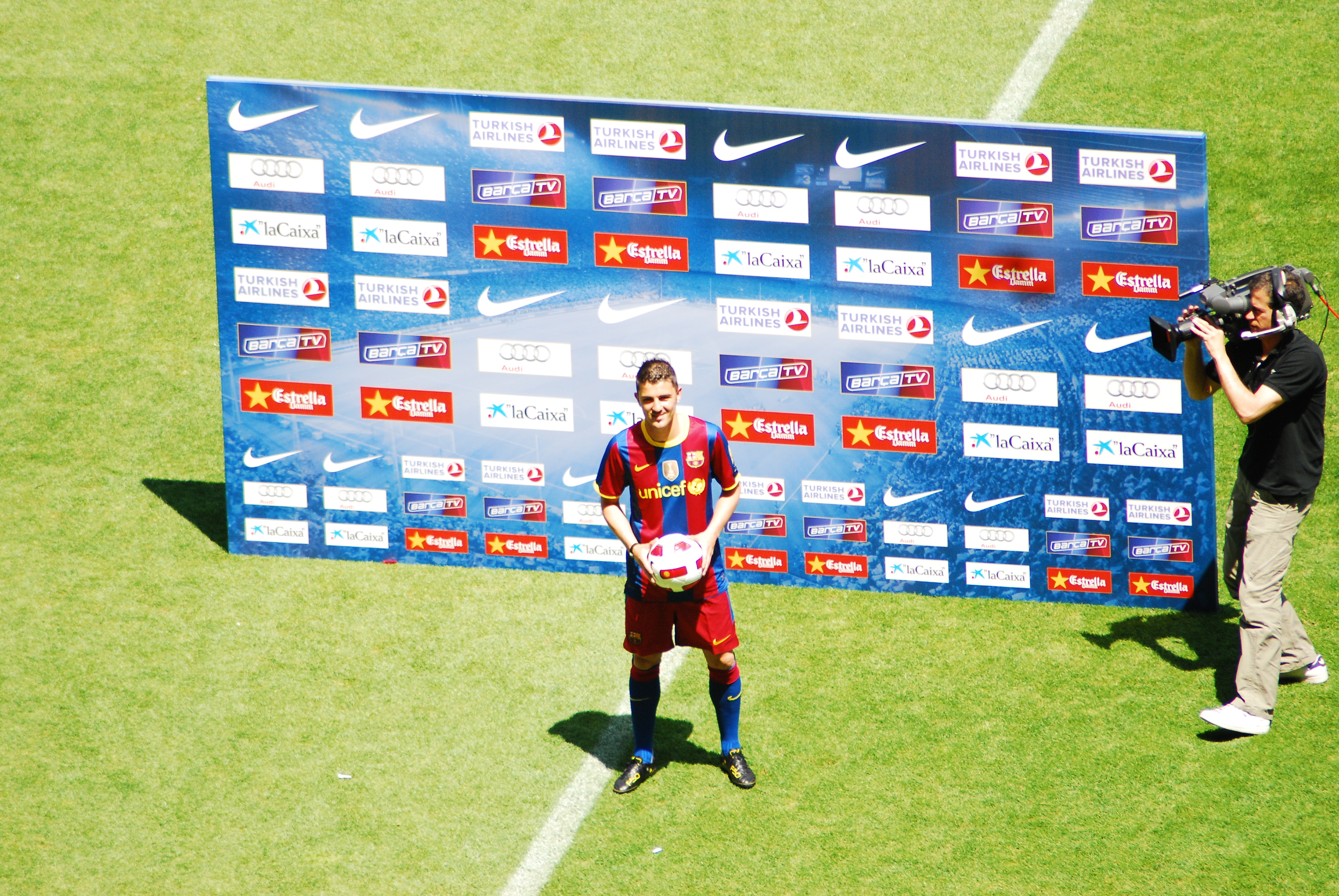
Villa w barwach Barcelony podczas oficjalnej prezentacji

#### Sezon 2010/2011
W lipcu 2010 roku David Villa został kupiony przez FC Barcelona za 40 milionów euro. Villa w sezonie 2010/11 wystąpił w 34 meczach i strzelił 18 bramek.
Zdobył z Barceloną mistrzostwo Hiszpanii, Superpuchar Hiszpanii i Ligę Mistrzów, strzelając w finale bramkę (3:1).

#### Sezon 2011/2012
David Villa sezon zaczął od bramek w towarzyskich meczach z C.D. Guadalajara oraz Club América. Pierwszy oficjalnym spotkaniem był dwumecz o Superpuchar Hiszpanii z Realem Madryt, gdzie strzelił gola na 1:1 (2:2), w tym meczu otrzymał również czerwoną kartę za sprzeczkę z Mesutem Özilem
. 17 września 2011 roku w meczu z Osasuną (8:0) strzelił 2 bramki oraz przyczynił się do gola samobójczego Rovérsio. 15 grudnia 2011 podczas trwających w Japonii Klubowych Mistrzostw Świata podczas meczu z katarską drużyną Al Sadd odbywającego się Jokohamie po walce z obrońcami w 36 minucie meczu złamał kość piszczelową. Z powodu tej kontuzji nie wystąpił na Mistrzostwach Europy w Piłce Nożnej 2012.

#### Sezon 2012/2013
20 sierpnia 2012 powrócił do gry po kontuzji. W pierwszej kolejce Ligi hiszpańskiej strzelił bramkę Realowi Sociedad i ustalił wynik meczu na 5:1.
W środę 28 listopada 2012 David Villa strzelił swoją 300 i 301 bramkę w zawodowej karierze. Były to gole zdobyte przeciwko Deportivo Alaves, z którym FC Barcelona wygrała ostatecznie 3:1.
Ostatnią bramkę jako piłkarz Barcelony zdobył w wygranym 4:1 meczu przeciwko Malaga CF w 38 kolejce ligi hiszpańskiej.

### Atlético Madryt

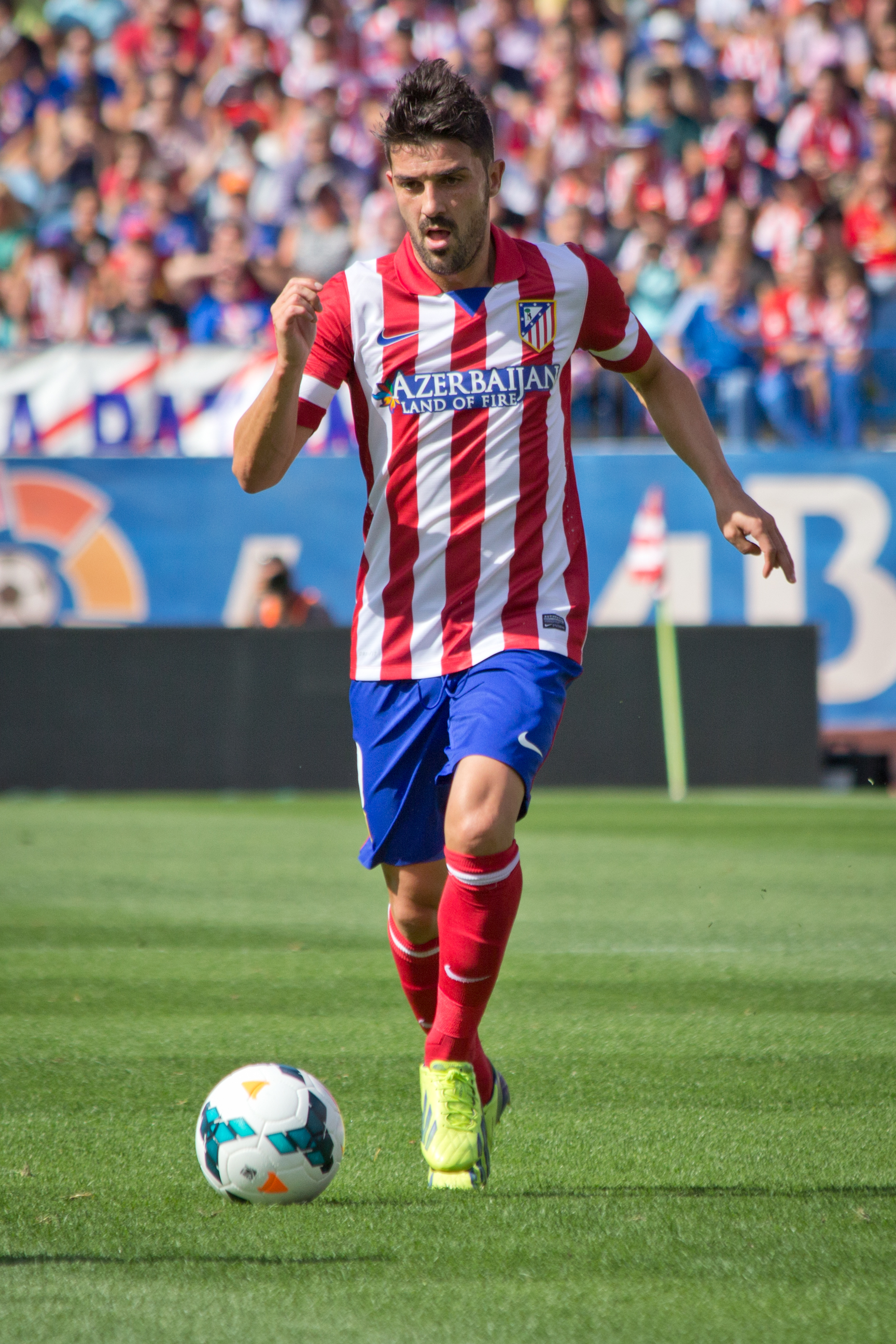
David Villa jako piłkarz Atlético Madryt.

8 lipca 2013 roku David Villa został kupiony przez Atlético Madryt za sumę 5,1 miliona euro. Atletico i Barcelona przeprowadziły transakcję w bardzo ciekawy sposób, gdyż Barcelona od razu po transferze otrzymała jedynie 2,1 miliona euro, kolejne 2 miliony otrzyma, jeśli Villa pozostanie w Atletico na sezon 2014/2015, a jeszcze milion, jeśli nie zmieni klubu także w sezonie 2015/2016. Villa otrzymał koszulkę z numerem 9. Pierwszego gola w nowym zespole zdobył w meczu z drużyną Las Palmas, który drużyna Atlético wygrała 2:0. 17 maja 2014 roku Villa wraz z klubem wywalczył mistrzostwo Hiszpanii. Ponadto dotarł do finału Ligi Mistrzów, w którym Atlético uległo 1:4 lokalnemu Realowi.

### Melbourne City i New York City
W czerwcu 2014 roku podpisał kontrakt z amerykańskim klubem występującym w Major League Soccer New York City, który wszedł w życie na początku 2015 roku. 5 czerwca 2014 roku Villa związał się 10-meczową umową z australijskim Melbourne City, co miało mu pomóc w przygotowaniu się do gry w MLS. 80% udziałów w australijskim klubie miał holding City Football Group, będący również właścicielem Manchesteru City. Do składu New York City wrócił jednak już po czterech meczach w A-League, w których strzelił dwie bramki.

### Vissel Kobe
1 grudnia 2018 roku Villa poinformował, że zostanie piłkarzem Vissel Kobe.

### Koniec kariery
13 listopada 2019 roku Villa ogłosił zakończenie kariery. Po zakończeniu kariery będzie głównym inwestorem i szefem projektem nowego klubu w Nowym Jorku - Queensboro FC, którego celem jest dołączenie do United Soccer League w 2021.

## Reprezentacja

### Mistrzostwa Świata 2006
Po okazjonalnych występach w reprezentacji Hiszpanii U-21 9 lutego 2005 roku zadebiutował w pierwszej drużynie w wygranym 5:0 meczu kwalifikacyjnym do Mistrzostw Świata 2006 przeciwko San Marino. Pierwszą bramkę zdobył w 71. minucie zremisowanego 1:1 spotkania ze Słowacją, również rozegranego w ramach kwalifikacji do owego mundialu.
Otrzymał powołanie do 23-osobowej kadry na turniej. W pierwszym meczu Hiszpania zwyciężyła 4:0 z Ukrainą, a Villa dwukrotnie wpisał się na listę strzelców. W 1/8 mistrzostw strzelił bramkę na 1:0 w potyczce z Francją, lecz ostatecznie Hiszpania przegrała 1:3. Na turnieju zdobył trzy bramki i wspólnie z Fernandem Torresem, który uzyskał tyle samo trafień, został najlepszym strzelcem drużyny.

### Euro 2008
Pod koniec 2006 Villa stał się kluczowym piłkarzem reprezentacji, zajmując w niej miejsce Raúla Gonzáleza. Swoją klasę udowodnił w kwalifikacjach do Mistrzostw Europy 2008, zdobywając sześć bramek w meczu z Liechtensteinem. Został powołany na mistrzostwa, gdzie nawiązał wyjątkowo dobre relacje z Fernandem Torresem i wspólnie celebrował z nim strzelane gole. Villa zdobył hat-tricka w wygranym 4:1 spotkaniu z Rosją, dzięki czemu stał się pierwszym zawodnikiem od czasu Patricka Kluiverta z turnieju w roku 2000 i siódmym w historii całych mistrzostw, któremu udała się ta sztuka. Po trzecim trafieniu podbiegł do siedzącego na ławce Torresa, by wspólnie z nim cieszyć się ze zdobytej bramki. W następnym meczu ze Szwecją w 92. minucie zapewnił drużynie wygraną 2:1. W ćwierćfinale z Włochami doszło do serii rzutów karnych, w której Hiszpania zwyciężyła 4:2, a Villa wykorzystał pierwszą wykonywaną przez zespół jedenastkę.
Hiszpania w półfinale pokonała Rosję, jednak Villa w początkowych minutach spotkania doznał kontuzji uda, która uniemożliwiła mu występ w finale z Niemcami, wygranym 1:0. Pomimo absencji w meczu, z czterema golami został uznany królem strzelców turnieju. Wspólnie z Torresem trafił również do Drużyny Turnieju.

### Kwalifikacje do Mistrzostw Świata 2010 i Puchar Konfederacji 2009
Dobra forma strzelecka podtrzymana również w kwalifikacjach do Mistrzostw Świata 2010 sprawiła, że Villa z 12 trafieniami w ciągu jednego roku pobił rekord Raúla Gonzáleza, który w 1999 strzelił dla kadry 10 bramek.
Villa udanie rozpoczął rok 2009, strzelając jedną z bramek w wygranym 2:0 towarzyskim meczu z Anglią. Zdobywając gola w szóstym kolejnym meczu poprawił rekordy należące do Telmo Zarry i Ladislao Kubali. Komentując to trafienie, powiedział: „Jestem szczęśliwy ze zdobycia tej bramki. Bardzo chciałbym ją obejrzeć jeszcze raz w telewizji. To miłe, że udało mi się pobić ten rekord. Nigdy bym nie przypuścił, że dokonam czegoś takiego. Jestem z tego bardzo dumny i mam nadzieję, że będę kontynuował poprawianie osiągnięć poprzedników”.
1 czerwca 2009 Vicente del Bosque powołał zawodnika na Puchar Konfederacji. W poprzedzającym turniej spotkaniu towarzyskim z Azerbejdżanem strzelił swojego drugiego hat-tricka w reprezentacji. W pierwszym meczu przeciwko Nowej Zelandii, strzelił gola pieczętującego zwycięstwo Hiszpanii 5:0, zaś w następnej potyczce z Irakiem zdobył zwycięską bramkę. W spotkaniu z gospodarzami turnieju, Republiką Południowej Afryki Villa nie wykorzystał rzutu karnego, jednak i tak miał duży wkład w pobicie przez Hiszpanię rekordu największej ilości meczów wygranych oraz nieprzegranych z rzędu, a w drugiej połowie meczu zastąpił go Pablo Hernández. Turniej zakończył z trzema zdobytymi bramkami, wspólnie z Fernando Torresem i Clintem Dempseyem zajął drugie miejsce w klasyfikacji najlepszych strzelców oraz znalazł się w Drużynie Turnieju.

### Mistrzostwa Świata 2010
Na mundial w RPA reprezentacja Hiszpanii pojechała w roli faworyta, a Villa był jednym z ważniejszych jej piłkarzy. Villa strzelił dwa gole Hondurasowi oraz po jednym w meczach z Chile, Portugalią i Paragwajem. Z pięcioma bramkami został królem strzelców wraz z Diego Forlánem, Wesleyem Sneijderem i Thomasem Müllerem. Z reprezentacją Hiszpanii zdobył mistrzostwo świata w finale pokonując Holandię. Dołączony do XI turnieju FIFA.

### Numer „7”
Dziennikarze, głównie hiszpańscy, często porównywali Villę do Raúla Gonzáleza i oskarżyli napastnika Valencii o odebranie Raúlowi koszulki z numerem „7”. W marcu 2009 Villa zaprzeczył temu, mówiąc:„Nikomu nic nie zabrałem, po prostu w nagrodę za dobrą grę dla klubu trener reprezentacji dał mi możliwość wystąpienia z tym numerem. Zrobiono z tego zbyt wielką aferę. Nie szukam rozgłosu, nie chcę wzbudzać kontrowersji. Kiedyś przecież grałem razem z Raúlem w kadrze. Naprawdę, nic od nikogo nie wymusiłem”. Zapytany, czy nieobecność Raúla w zespole miała wpływ na niego samego, odpowiedział: „Nigdy mi się to nie podobało, gdyż myślę, że było krzywdzące dla nas obu. Zawsze dobrze się dogadywaliśmy podczas spotkań na zgrupowaniach.”.
W rozmowie o reprezentacyjnym rekordzie strzeleckim napastnika Realu Madryt, powiedział: „Mam na koncie 25 goli, jednak on ma 44 i nadal regularnie gra! Byłbym zachwycony, gdybym zdobył taką ilość bramek i pomógł drużynie odnosić wspaniałe zwycięstwa. A potem, wiele lat później, moje nazwisko widniałoby na liście najlepszych strzelców i z przyjemnością patrzyłbym na chłopców, próbujących pobić moje osiągnięcie”.

### Powrót
25 sierpnia 2017 wrócił do kadry Hiszpanii na mecze eliminacji mistrzostw świata 2018.

## Styl gry
Hiszpańscy eksperci uważają go za napastnika kompletnego, posiadającego instynkt strzelecki, mocne uderzenie z obu nóg oraz szybkość. Jego atutem jest także, mimo stosunkowo niskiego wzrostu, gra w powietrzu oraz wyszkolenie techniczne, które jak sam stwierdził, wypracował w czasie gry w piłkę halową, którą to trenował podczas pobytu w Langreo. Często wycofuje się przed pole karne, zajmując pozycję rozgrywającego. Udanie współpracuje z partnerami z zespołu, czego dowodem jest duża ilość zdobywanych przez niego asyst. Znany jest ze skutecznego wykonywania rzutów karnych oraz wolnych. Podczas gdy zawodnikiem Valencii był Patrick Kluivert, Villa przyznał, że kilka zdobytych goli zawdzięcza podpatrzonym u Holendra zagraniom.
Jego idolami są były napastnik Realu Saragossa Juanele oraz Luis Enrique, od którego otrzymał koszulkę po spotkaniu z FC Barcelona w sezonie 2003–2004. Najbardziej wzoruje się jednak na Ruudzie van Nistelrooyu i Ronaldo.

## Statystyki

### Klubowe
| Klub                  | Sezon              | Liga  | Liga   | Puchar kraju | Puchar kraju | Kontynentalne | Kontynentalne | Suma  | Suma   |
| Klub                  | Sezon              | Mecze | Bramki | Meze         | Bramki       | Mecze         | Bramki        | Mecze | Bramki |
| --------------------- | ------------------ | ----- | ------ | ------------ | ------------ | ------------- | ------------- | ----- | ------ |
| Sporting Gijón B      | 2000/2001          | 35    | 13     | –            | –            | –             | –             | 35    | 13     |
| Sporting Gijón B      | 2001/2002          | 1     | 1      | –            | –            | –             | –             | 1     | 1      |
| Sporting Gijón B      | Ogólnie            | 36    | 14     | –            | –            | –             | –             | 36    | 14     |
| Sporting Gijón        | 2000/2001          | 1     | 0      | –            | –            | –             | –             | 1     | 0      |
| Sporting Gijón        | 2001/2002          | 40    | 18     | 4            | 2            | –             | –             | 44    | 20     |
| Sporting Gijón        | 2002/2003          | 39    | 20     | 1            | 1            | –             | –             | 40    | 21     |
| Sporting Gijón        | Ogólnie            | 80    | 38     | 5            | 3            | –             | –             | 85    | 41     |
| Real Saragossa        | 2003/2004          | 38    | 17     | 8            | 4            | –             | –             | 46    | 21     |
| Real Saragossa        | 2004/2005          | 35    | 15     | 3            | 0            | 10            | 3             | 48    | 17     |
| Real Saragossa        | Ogólnie            | 73    | 32     | 11           | 4            | 10            | 3             | 94    | 39     |
| Valencia              | 2005/2006          | 37    | 25     | 4            | 2            | 6             | 1             | 47    | 28     |
| Valencia              | 2006/2007          | 36    | 16     | 2            | 0            | 11            | 5             | 49    | 20     |
| Valencia              | 2007/2008          | 28    | 18     | 6            | 1            | 7             | 3             | 41    | 22     |
| Valencia              | 2008/2009          | 33    | 28     | 5            | 2            | 5             | 1             | 43    | 31     |
| Valencia              | 2009/2010          | 32    | 21     | 2            | 0            | 11            | 7             | 45    | 28     |
| Valencia              | Ogólnie            | 166   | 108    | 19           | 5            | 40            | 17            | 225   | 130    |
| FC Barcelona          | 2010/2011          | 34    | 18     | 6            | 1            | 12            | 4             | 52    | 23     |
| FC Barcelona          | 2011/2012          | 15    | 5      | 3            | 1            | 6             | 3             | 24    | 9      |
| FC Barcelona          | 2012/2013          | 28    | 10     | 5            | 5            | 10            | 1             | 43    | 16     |
| FC Barcelona          | Ogólnie            | 77    | 33     | 14           | 7            | 28            | 8             | 119   | 48     |
| Atlético Madryt       | 2013/2014          | 36    | 13     | 4            | 2            | 7             | 0             | 47    | 15     |
| Melbourne City (wyp.) | 2014/2015          | 4     | 2      | 0            | 0            | –             | –             | 4     | 2      |
| New York City         | 2015               | 30    | 18     | 0            | 0            | –             | –             | 30    | 18     |
| New York City         | 2016               | 33    | 23     | 2            | 0            | –             | –             | 35    | 23     |
| New York City         | 2017               | 31    | 22     | 3            | 2            | –             | –             | 34    | 24     |
| New York City         | 2018               | 23    | 14     | 4            | 1            | –             | –             | 27    | 15     |
| New York City         | Ogólnie            | 117   | 77     | 9            | 3            | –             | –             | 126   | 80     |
| Vissel Kobe           | 2019               | 28    | 13     | 1            | 0            | –             | –             | 29    | 13     |
| Ogólnie w karierze    | Ogólnie w karierze | 617   | 330    | 63           | 24           | 85            | 28            | 765   | 382    |

### Reprezentacyjne
| Reprezentacja | Rok     | Mecze | Bramki |
| ------------- | ------- | ----- | ------ |
| Hiszpania     | 2005    | 4     | 1      |
| Hiszpania     | 2006    | 14    | 8      |
| Hiszpania     | 2007    | 10    | 3      |
| Hiszpania     | 2008    | 14    | 12     |
| Hiszpania     | 2009    | 13    | 11     |
| Hiszpania     | 2010    | 19    | 6      |
| Hiszpania     | 2011    | 12    | 7      |
| Hiszpania     | 2012    | 3     | 2      |
| Hiszpania     | 2013    | 10    | 3      |
| Hiszpania     | 2014    | 2     | 3      |
| Hiszpania     | 2017    | 1     | 0      |
| Ogólnie       | Ogólnie | 98    | 59     |

| Gole w reprezentacji | Gole w reprezentacji | Gole w reprezentacji                                       | Gole w reprezentacji     | Gole w reprezentacji | Gole w reprezentacji | Gole w reprezentacji     |
| Hiszpania            | Hiszpania            | Hiszpania                                                  | Hiszpania                | Hiszpania            | Hiszpania            | Hiszpania                |
| L.p.                 | Data                 | Miejsce                                                    | Przeciwnik               | Gol                  | Wynik                | Rozgrywki                |
| -------------------- | -------------------- | ---------------------------------------------------------- | ------------------------ | -------------------- | -------------------- | ------------------------ |
| 1.                   | 16 listopada 2005    | Tehelné pole, Bratysława, Słowacja                         | Słowacja                 | 1 – 1                | 1–1                  | El. do MŚ 2006           |
| 2.                   | 1 marca 2006         | Estadio José Zorrilla, Valladolid, Hiszpania               | Wybrzeże Kości Słoniowej | 1 – 1                | 3–2                  | Mecz towarzyski          |
| 3.4.                 | 14 czerwca 2006      | Zentralstadion, Lipsk, Niemcy                              | Ukraina                  | 2 – 03 – 0           | 4–0                  | MŚ 2006                  |
| 5.                   | 27 czerwca 2006      | AWD-Arena, Hannover, Niemcy                                | Francja                  | 1 – 0                | 1–3                  | MŚ 2006                  |
| 6.7.                 | 2 września 2006      | Estadio Nuevo Vivero, Badajoz, Hiszpania                   | Liechtenstein            | 2 – 03 – 0           | 4–0                  | El. do ME 2008           |
| 8.                   | 6 września 2006      | Windsor Park, Belfast, Irlandia Północna                   | Irlandia Północna        | 1 – 2                | 3–2                  | El. do ME 2008           |
| 9.                   | 10 października 2006 | Estadio Nueva Condomina, Murcia, Hiszpania                 | Argentyna                | 2 – 1                | 2–1                  | Mecz towarzyski          |
| 10.                  | 24 marca 2007        | Estadio Santiago Bernabéu, Madryt, Hiszpania               | Dania                    | 2 – 0                | 2–1                  | El. do ME 2008           |
| 11.12.               | 6 czerwca 2007       | Rheinpark Stadion, Vaduz, Liechtenstein                    | Liechtenstein            | 0 – 10 – 2           | 0–2                  | El. do ME 2008           |
| 13.                  | 26 marca 2008        | Estadio Manuel Martínez Valero, Elche, Hiszpania           | Włochy                   | 1 – 0                | 1–0                  | Mecz towarzyski          |
| 14.                  | 31 maja 2008         | Nuevo Colombino, Huelva, Hiszpania                         | Peru                     | 1 – 0                | 2–1                  | Mecz towarzyski          |
| 15.16.17.            | 10 czerwca 2008      | Tivoli Neu, Innsbruck, Austria                             | Rosja                    | 1 – 02 – 03 – 0      | 4–1                  | ME 2008                  |
| 18.                  | 14 czerwca 2008      | Tivoli Neu, Innsbruck, Austria                             | Szwecja                  | 1 – 2                | 1–2                  | ME 2008                  |
| 19.                  | 6 września 2008      | Nueva Condomina, Murcia, Hiszpania                         | Bośnia i Hercegowina     | 1 – 0                | 1–0                  | El. do MŚ 2010           |
| 20.21.               | 10 września 2008     | Estadio Carlos Belmonte, Albacete, Hiszpania               | Armenia                  | 2 – 03 – 0           | 4–0                  | El. do MŚ 2010           |
| 22.                  | 11 października 2008 | A. Le Coq Arena, Tallinn, Estonia                          | Estonia                  | 0 – 2                | 0–3                  | El. do MŚ 2010           |
| 23.                  | 15 października 2008 | Stadion Króla Baudouina I, Bruksela, Belgia                | Belgia                   | 1 – 2                | 1–2                  | El. do MŚ 2010           |
| 24.                  | 19 listopada 2008    | El Madrigal, Villarreal, Hiszpania                         | Chile                    | 1 – 0                | 3–0                  | Mecz towarzyski          |
| 25.                  | 11 lutego 2009       | Estadio Ramón Sánchez Pizjuán, Sevilla, Hiszpania          | Anglia                   | 1 – 0                | 2–0                  | Mecz towarzyski          |
| 26.27.28.            | 9 czerwca 2009       | Stadion Tofika Bachramowa, Baku, Azerbejdżan               | Azerbejdżan              | 1 – 02 – 03 – 0      | 6–0                  | Mecz towarzyski          |
| 29.                  | 14 czerwca 2009      | Royal Bafokeng Stadium, Rustenburg, RPA                    | Nowa Zelandia            | 5 – 0                | 5–0                  | Puchar Konfederacji 2009 |
| 30.                  | 17 czerwca 2009      | Free State Stadium, Bloemfontein, RPA                      | Irak                     | 1 – 0                | 1–0                  | Puchar Konfederacji      |
| 31.                  | 20 czerwca 2009      | Free State Stadium, Bloemfontein, RPA                      | Południowa Afryka        | 1 – 0                | 2–0                  | Puchar Konfederacji      |
| 32.33.               | 5 września 2009      | Estadio Municipal de Riazor, A Coruña, Hiszpania           | Belgia                   | 2 – 05 – 0           | 5–0                  | El. do MŚ 2010           |
| 34.35.               | 18 listopada 2009    | Ernst Happel Stadion, Innsbruck, Austria                   | Austria                  | 1 – 21 – 3           | 1–5                  | Mecz towarzyski          |
| 36.                  | 3 marca 2009         | Stade de France, Saint-Denis, Francja                      | Francja                  | 0 – 1                | 0–2                  | Mecz towarzyski          |
| 37.                  | 29 maja 2010         | Tivoli Neu, Innsbruck, Austria                             | Arabia Saudyjska         | 1 – 1                | 3–2                  | Mecz towarzyski          |
| 38.39.               | 21 czerwca 2010      | Ellis Park, Johannesburg, RPA                              | Honduras                 | 1 – 02 – 0           | 2–0                  | MŚ 2010                  |
| 40.                  | 25 czerwca 2010      | Loftus Versfeld Stadium, Tshwane/Pretoria, RPA             | Chile                    | 1 − 0                | 2−1                  | MŚ 2010                  |
| 41.                  | 29 czerwca 2010      | Green Point Stadium, Cape Town, RPA                        | Portugalia               | 1 – 0                | 1–0                  | MŚ 2010                  |
| 42.                  | 3 lipca 2010         | Ellis Park, Johannesburg, RPA                              | Paragwaj                 | 0 – 1                | 0–1                  | MŚ 2010                  |
| 43.                  | 3 września 2010      | Vaduz, Rheinpark Stadion, Liechtenstein                    | Liechtenstein            | 0 – 2                | 0–4                  | El. do ME 2012           |
| 44.                  | 12 października 2010 | Hampden Park, Glasgow, Szkocja                             | Szkocja                  | 0 – 1                | 2–3                  | El. do ME 2012           |
| 45.46.               | 25 marca 2011        | Nuevo Los Cármenes, Grenada, Hiszpania                     | Czechy                   | 1 – 12 – 1           | 2–1                  | El. do ME 2012           |
| 47.                  | 7 czerwca 2011       | Estadio José Antonio Anzoátegui, Puerto la Cruz, Wenezuela | Wenezuela                | 0 − 1                | 0−3                  | Mecz towarzyski          |
| 48.49.               | 6 września 2011      | Estadio Las Gaunas, Logroño, Hiszpania                     | Liechtenstein            | 5 − 06 − 0           | 6−0                  | El. do ME 2012           |
| 50.                  | 11 października 2011 | Estadio José Rico Pérez, Alicante, Hiszpania               | Szkocja                  | 3 – 0                | 3–1                  | El. do ME 2012           |
| 51.                  | 15 listopada 2011    | Estadio Nacional de Costa Rica, San José, Kostaryka        | Kostaryka                | 2 − 2                | 2−2                  | Mecz towarzyski          |
| 52.                  | 7 września 2012      | Estadio Municipal de Pasarón, Pontevedra, Hiszpania        | Arabia Saudyjska         | 4 – 0                | 5–0                  | Mecz towarzyski          |
| 53.                  | 14 listopada 2012    | Estadio Rommel Fernández, Panama, Panama                   | Panama                   | 2 – 0                | 5–1                  | Mecz towarzyski          |
| 54.55.56.            | 20 czerwca 2013      | Maracanã, Rio de Janeiro, Brazylia                         | Tahiti                   | 4 – 05 – 07 – 0      | 10−0                 | Puchar Konfederacji 2013 |
| 57.58.               | 7 czerwca 2014       | RFK Stadium, Waszyngton, Stany Zjednoczone                 | Salwador                 | 0 – 10 – 2           | 0−2                  | Mecz towarzyski          |
| 59.                  | 23 czerwca 2014      | Arena da Baixada, Curitiba, Brazylia                       | Australia                | 0 – 1                | 0−3                  | MŚ 2014                  |

## Sukcesy

### Real Saragossa
- Puchar Króla: 2003/2004
- Superpuchar Hiszpanii: 2004

### Valencia
- Puchar Króla: 2007/2008

### FC Barcelona
- Mistrzostwo Hiszpanii: 2010/2011, 2012/2013
- Puchar Króla: 2011/2012
- Superpuchar Hiszpanii: 2010, 2011
- Liga Mistrzów: 2010/2011
- Superpuchar Europy: 2011
- Klubowe mistrzostwo świata: 2011

### Atlético Madryt
- Mistrzostwo Hiszpanii: 2013/2014

### Vissel Kobe
- Emperor's Cup: 2019

### Reprezentacyjne
- Mistrzostwo Świata: 2010
- Mistrzostwo Europy: 2008
- Finał Pucharu Konfederacji: 2013
- 3. miejsce w Pucharze Konfederacji: 2009

### Indywidualne
- Król strzelców mistrzostw Europy: 2008
- Najlepszy strzelec Valencii: 2005/2006, 2006/2007, 2007/2008, 2008/2009[86][87][88][89]
- Trofeo Zarra: 2005/2006, 2006/2007, 2008/2009
- Najlepszy asystent Primera División: 2006/2007
- Hiszpański piłkarz roku w Primera División: 2005/2006
- MVP w New York City: 2015, 2016, 2017
- Gol roku w New York City: 2015
- Gracz roku w New York City: 2016
- MLS All-Star Game: 2015, 2016, 2017, 2018
- MLS MVP: 2016
- Gol roku J1 League: 2019
- Srebrny but mistrzostw świata: 2010
- Brązowa Piłka mistrzostw świata: 2010
- Brązowa But Pucharze Konfederacji: 2009
- Drużyna turnieju mistrzostw Europy: 2008
- Drużyna turnieju Pucharu Konfederacji: 2009
- Drużyna gwiazd mistrzostw świata: 2010
- Drużyna Roku UEFA: 2010
- Drużyna roku według FIFPro: 2010
- Najlepsza XI MLS: 2016, 2017

### Rekordy
Reprezentacja Hiszpanii
- Najskuteczniejszy zawodnik w historii reprezentacji Hiszpanii: 59 goli
- Najskuteczniejszy zawodnik w historii reprezentacji Hiszpanii w jednym roku kalendarzowym: 12 goli (2008)
- Najskuteczniejszy zawodnik w historii reprezentacji Hiszpanii na mistrzostwach świata: 9 goli
- Najwięcej goli w historii reprezentacji Hiszpanii na jednej edycji mistrzostw świata: 5 goli (2010)[b]
- Najdłuższa seria meczów z golem w historii reprezentacji Hiszpanii: 6 meczów

New York City
- Najskuteczniejszy zawodnik w historii New York City: 80 goli

## Życie prywatne
W 2003, po pięcioletnim związku, poślubił swoją partnerkę, Patricię González, która w przeszłości uprawiała piłkę nożną i grała na pozycji obrońcy w klubie Santo Tomas de la Felguera. 7 grudnia 2005 na świat przyszło ich pierwsze dziecko, córka Zaida. W styczniu 2009 po bramce strzelonej w spotkaniu z Villarreal, powiedział: „Dedykuję tego gola mojej żonie Patricii oraz maleństwu, którego narodzin spodziewamy się we wrześniu”. Ostatecznie dziewczynka imieniem Olaya urodziła się 18 sierpnia. Na swoich butach ma zamieszczone imię starszej córki, swój przydomek oraz flagę Hiszpanii i Asturii. 29 stycznia 2013 roku urodziło im się trzecie dziecko, syn o imieniu Luca. Przyjaźni się z José Reiną. Ma dwie siostry Elsę i Aidę.

## Inne
W lecie tego samego roku powstał projekt „Kampus Davida Villi”. W pierwszy tydzień lipca w Centro Regional de Deportes de La Morgal w Llanerze mogą z niego skorzystać dzieci pomiędzy 6. i 14. rokiem życia. Jedną z głównych atrakcji jest możliwość treningu z profesjonalnymi piłkarzami oraz z samym Villą.
Aktywnie bierze udział w akcjach charytatywnych. 15 grudnia 2008 razem z innymi zawodnikami Valencii, Davidem Silvą, Rubénem Barają, Nikolą Žigiciem i Hedwigesem Maduro odwiedził oddział dziecięcy szpitala klinicznego w Walencji, składając pacjentom życzenia bożonarodzeniowe, zaś już w święta wraz z Fernando Alonso, Samuelem Sánchezem oraz Juanem Manuelem Matą i Santim Cazorlą uczestniczył w imprezie w Oviedo, na której odbyła się zbiórka pieniędzy na rzecz „Oviedo Economic Kitchen Association”. Wspiera również UNICEF.